# Едельміро Хуліан Фаррелл
Едельмі́ро Хуліа́н Фарре́лл (ісп. Edelmiro Julián Farrell, 12 лютого 1887 — 31 жовтня 1980) — аргентинський військовик, який фактично займав посаду президента Аргентини у 1944—1946 роках.
Народився 12 лютого 1887 року в Вілья-де-лос-Индустриалес, муніципалітету Ланус, Авельянеда, провінція Буенос-Айрес, і був десятим сином Хуана Фаррелл (1846—1887) і Каталіни Плауль (1852—1917). Його дід, Меттью Фаррелл, який помер в 1860 році, був вихідцем з Ірландії, з графства Лонгфорд, який емігрував до Аргентини і одружується на місцевій жительці Моніці Ібаньєс. У 1905 році Едельміро Хуліан Фаррелл поступив на службу в армію Аргентини. У 1907 році він закінчив Військовий коледж в чині молодшого лейтенанта піхоти, продовжив навчання у Вищій військовій школі і був приписаний до Генерального штабу.
Велика частина його військової служби пройшла в гарнізоні міста Мендоса, де він командував підрозділом гірських єгерів. У 1924 році Фаррелл пройшов стажування в Італії в частинах альпійських гірських стрільців, в 1927 році отримав звання підполковника, в 1931 році — полковника. У 1941 році полковник Фаррелл був призначений начальником Військової школи альпінізму, був нагороджений медаллю «Золотий Кондор» і незабаром отримав звання генерал-майора. Він взяв активну участь в перевороті 4 червня 1943 року, став військовим міністром, а після смерті віце-президента Саби Суейро, що послідувала 15 жовтня 1943 року, зайняв його посаду. У лютому 1944 року після чергового перевороту, Едельміро Хуліан Фаррелл був призначений президентом і приніс присягу 12 березня того ж року. Однак він незабаром програв в політичній боротьбі полковнику Хуану Домінго Перону і був змушений передати йому владу після проведення президентських виборів. У 1947 році Фаррелл вийшов у відставку з армії, оселився в рідних місцях і активно брав участь в суспільному житті муніципалітету Ланус. Останні роки життя він провів в Буенос-Айресі, де проживав в житловому комплексі «Кавана» на площі Сан-Мартіна.
Помер 31 жовтня 1980 року, похований на кладовищі Ла-Чакаріта.